# Katharina Eleonore Meyer
Katharina Eleonore Meyer (* 27. September 1965 in Hamburg) ist eine deutsche Verlegerin und Kulturwissenschaftlerin.

## Leben
Katharina Eleonore Meyer ist die Tochter des Hamburger Verlegers Andreas J. Meyer (Merlin Verlag) und der Übersetzerin Ilse Katarina Meyer. Sie studierte klassische Archäologie, Ethnologie und Alte Geschichte.
Im Merlin Verlag übernahm sie die Betreuung der Jean Genet Werkausgabe in Einzelbänden, deren erster Band Notre-Dame-des-Fleurs im Jahr 1998 erschien. 1999 initiierte Katharina Eleonore Meyer die Zusammenarbeit des Merlin Verlags mit dem algerischen Schriftsteller Boualem Sansal. Er wurde 2011 mit dem Friedenspreis des Deutschen Buchhandels ausgezeichnet.
2000 trat Katharina Eleonore Meyer in die Geschäftsführung des Merlin Verlags ein und übernahm 2005 von ihrem Vater auch die operative Geschäftsleitung.
Seit 2008 ist Katharina Eleonore Meyer auch Verlegerin des Little Tiger Verlag und öffnete dessen Programm für zeitgenössische deutsche und internationale Autoren und Illustratoren mit Schwerpunkt Kinder- und Jugendliteratur, wie Thilo Reffert, Sanna Seven Deers, Audren und David A. Robertson.
Seit Sommer 2021 ist Katharina Eleonore Meyer Vorstandsvorsitzende der Kurt Wolff Stiftung.

## Veröffentlichungen (Auswahl)
- Axial peristyle houses in the western empire. In: Journal of Roman Archaeology, 12,1 (1999). S. 101–122.
- Die Häuser 1 und 6, in: Mulva. 4, Die Häuser 1 und 6 ; la cerámica de la casa n. 6 ; das Haus 2, S. 1–150, Madrider Beiträge, Bd. 27, Verlag Philipp von Zabern, Mainz 2001.
- Der Mythos Genet. In: Wunder der Rose (=Jean Genet Werke in Einzelbänden Bd. II), Merlin Verlag, Gifkendorf 2000. S. 482–494
- Vorwort. In: Freiheit der Kunst, Merlin Verlag, Gifkendorf 2017. S. 5–7

## Übersetzungen (Auswahl)
- Jean Genet: Rembrandt. (übersetzt zusammen mit Marc Bastet), Merlin Verlag, Gifkendorf 1996, ISBN 978-3926112-61-3
- David A. Robertson: Reise in den Norden. Little Tiger Verlag, Gifkendorf 2024, ISBN 978-3-95878-056-9